# Clara Stern (Regisseurin)
Clara Stern (* 1987 in Wien) ist eine österreichische Filmregisseurin und Drehbuchautorin. Außerdem ist sie als Moderatorin für Live-Events im Jugendbereich und bei Filmveranstaltungen tätig.

## Leben
Clara Stern ist in Wien aufgewachsen. Ab 2005 studierte sie Theater-, Film- und Medienwissenschaften an der Universität Wien, ab 2009 studierte sie Buch und Dramaturgie an der Filmakademie Wien der Universität für Musik und darstellende Kunst Wien bei Walter Wippersberg und später Götz Spielmann, sowie ab 2011 Regie bei Peter Patzak und später Wolfgang Murnberger.
Ihr Kurzfilm Mathias gewann 2017 den Preis für den Besten Kurzfilm der Diagonale – Festival des Österreichischen Films und würde 2018 mit dem Österreichischen Filmpreis für den Besten Kurzfilm ausgezeichnet. Ihr Kurzfilm lief auf mehr als 50 internationalen Festivals.
Breaking The Ice ist Clara Sterns Debütspielfilm, den sie mit der NGF Geyrhalter Film realisierte, es spielen Alina Schaller, Judith Altenberger, Tobias Resch, Pia Hierzegger und Wolfgang Böck die Hauptrollen. Der Film feierte im Juni 2022 seine Weltpremiere beim Tribeca Film Festival in New York City.
Clara Stern arbeitet als Drehbuchautorin, unter anderem zusammen mit Johannes Hoss. Ihre gemeinsamen Drehbücher gewannen mehrfach Preise.
2022 inszenierte Clara Stern die Gala für die Verleihung des Österreichischen Filmpreises.

## Filmografie
- 2011: Fiction, 11 min
- 2013: Im Jahre Schnee – Doc, 7 min[5]
- 2015: Leuchtkraft – Doc, 4 min[6]
- 2016: Wartezeit – Fiction, 11 min[7]
- 2017: Mathias – Fiction, 30 min[8]
- 2022: Breaking the Ice – Fiction, 102 min, NGF Geyrhalter Film[9]
- 2024: Zwei gegen die Bank (Fernsehfilm)

## Auszeichnungen
- 2016: “If she can see it she can be it”, Drehbuchwettbewerb des Drehbuchforums Wien und des Österreichischen Filminstituts, 2016 für Das braucht man zum Glück nicht (Exposé für einen Spielfilm, Ko-Autorschaft mit Johannes Hoss)[10]
- 2016: Hauptpreis “Carl-Mayer-Drehbuchpreis” der Stadt Graz 2016 für Training (Treatment für einen Spielfilm)[11]
- 2017: Startstipendium für Film des Bundeskanzleramts für Training[12]
- 2017: Diagonale Preis Bester Kurzspielfilm 2017 für MATHIAS, Diagonale 2017, Graz[13]
- 2018: Hauptpreis Carl-Mayer-Drehbuchpreis der Stadt Graz 2018 für Hacklerstrich (Treatment für einen Spielfilm, Ko-Autorschaft mit Johannes Hoss)[14]
- 2018: Österreichischer Filmpreis 2018 in der Kategorie Kurzfilm für Mathias (Ko-Autorin, Regisseurin)
- 2020: Preis If she can see it she can be it, Drehbuchwettbewerb des Drehbuchforums Wien und des Österreichischen Filminstituts, 2020/21 für Geld oder Leben (Exposé für eine Tragikomödie, Ko-Autorschaft mit Johannes Hoss)[15]
- 2022: Preis für Beste Regie Filmfestival Kitzbühel[16] für Breaking the Ice
- 2023: Fritz-Raff-Drehbuchpreis, Filmfestival Max Ophüls Preis 2023[17] für Breaking the Ice
- 2023: Förderpreis der DEFA-Stiftung, Filmkunstfest Mecklenburg-Vorpommern[18] für Breaking the Ice